# واریته جبری

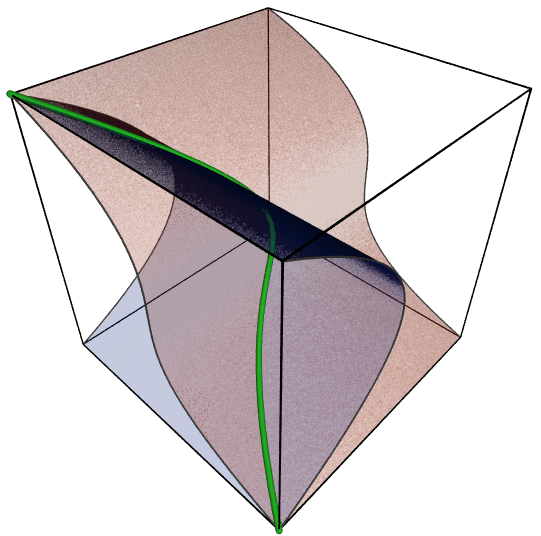
مکعب پیچ خورده (Twisted)، یک یک واریته جبری تصویری است.

واریته جبری (به انگلیسی: algebraic variety)،  اشیای مرکزی مورد مطالعه در هندسه جبری می‌باشند. به طور سنتی، یک واریته جبری به صورت مجموعه جواب‌های دستگاه معادلات چندجمله‌ای‌ها بر روی اعداد حقیقی یا مختلط تعریف می‌شوند. تعاریف مدرن این مفهوم را به چندین طریق گسترش می‌دهند، در حالی که سعی بر حفظ جنبه شهودی هندسی پشت تعریف اصلی را دارند.
قراردادهایی که در ارتباط با تعریف یک واریته جبری وجود دارد با هم کمی تفاوت دارند. به عنوان مثال، برخی از تعاریف نیازمند این هستند که یک واریته تحویل‌ناپذیر باشد؛ یعنی اجتماعی از دو مجموعهٔ کوچک‌تر بسته در توپولوژی زاریسکی نباشند. تحت این تعریف، واریته‌های جبری تحویل‌ناپذیر را مجموعه‌های جبری نیز گویند. قراردادهای دیگر، نیازی به مفهوم تحویل‌ناپذیری ندارند.
قضیه بنیادی جبر ارتباطی بین جبر و هندسه را برقرار می‌سازد، بدین طریق که: چندجمله‌ای تکین (یک شیء جبری، چندجمله‌ای که ضریب بزرگ‌ترین توان آن یک باشد) تک متغیره با ضرایب مختلط توسط مجموعه ریشه‌هایش (شیئی هندسی) تعیین می‌گردد. قضیه صفرهای هیلبرت با تعمیم این نتیجه، تناظری بنیادین بین ایده‌آل‌های حلقه‌های چندجمله‌ای و مجموعه‌های جبری برقرار می‌سازد. با استفاده از قضیه صفرهای هیلبرت و نتایج مرتبط، ریاضی‌دانان تناظری قوی بین سؤالات مربوط مجموعه‌های جبری و سؤالات مربوط به نظریه حلقه‌ها برقرار کرده‌اند.
بسیاری از واریته‌های جبری منیفلد هستند؛ ممکن است واریته‌‎های جبری نقاط تکین داشته باشند، در حالی که منیفلدها نمی‌توانند نقطه تکین داشته باشند. واریته‌های جبری را می توان با کمک ابعادشان شناسایی نمود. واریته‌های جبری از بعد یک را خم‌های جبری نامیده و واریته‌های جبری از بعد دو را رویه‌های جبری می‌نامند.

## مروری بر تعاریف
واریته آفین بر روی یک میدان بسته جبری، از نظر مفهومی راحت‌ترین نوع واریته‌ای است که می‌توان تعریف نمود. همچنین واریته‌های تصویری و شبه‌تصویری را می‌توان به شکل مشابهی تعریف نمود. کلی‌ترین تعریف یک واریته با به‌هم‌چسباندن تکه واریته‌های شبه‌تصویری به‌دست می‌آید. ساخت واریته‌های جدید به این شکل بدیهی و واضح نیست؛ اما ناگاتا مثالی از چنین واریته‌های جدیدی را در دهه ۱۹۵۰ میلادی ارائه نمود.

### واریته‌های آفین
مقاله اصلی: واریته آفین
برای یک میدان جبری بسته مثل {\displaystyle \mathrm {K} } و عددی طبیعی مثل {\displaystyle \mathrm {n} }، {\displaystyle \mathbf {A^{n}} } را یک n-فضای آفین بر روی {\displaystyle \mathrm {K} } در نظر بگیرید. چندجمله‌ای‌های {\displaystyle \mathrm {f} } در حلقه {\displaystyle \mathrm {K[x_{1},...,x_{n}]} } را می‌توان به صورت توابع K-مقداری روی {\displaystyle \mathbf {A^{n}} } دید که مقادیرش را از نقاط {\displaystyle \mathbf {A^{n}} } بر می‌گیرد؛ یعنی هر {\displaystyle \mathrm {x_{i}} } نقطه ای از {\displaystyle \mathrm {K} } انتخاب می کند. برای هر مجموعه {\displaystyle \mathrm {S} } از چندجمله‌ای‌هایی در {\displaystyle \mathrm {K[x_{1},...,x_{n}]} }، مکان صفرهای آن یعنی {\displaystyle \mathrm {Z(S)} } را مجموعه نقاطی از {\displaystyle \mathbf {A^{n}} } تعریف می‌کنیم که توابع داخل مجموعهٔ {\displaystyle \mathrm {S} } هم‌زمان بر روی آن، صفر شوند، به عبارتی دیگر:
{\displaystyle Z(S)=\left\{x\in \mathbf {A} ^{n}\mid f(x)=0{\text{ for all }}f\in S\right\}.}
زیرمجموعه‌ای چون {\displaystyle \mathrm {V} } از {\displaystyle \mathbf {A^{n}} } را مجموعه جبری آفینی گویند؛ اگر برای یک مجموعه مثل {\displaystyle \mathrm {S} }  داشته باشیم {\displaystyle \mathrm {V=Z(S)} }.:۲ یک مجموعه جبری آفینی ناتُهی چون {\displaystyle \mathrm {V} } را تحویل ناپذیر ویند اگر نتوان آن را به صورت اجتماع سره‌ای از دو زیرمجموعه جبری نوشت.:۳ یک مجموعه جبری آفینی را واریته آفینی گویند.:۳ (بسیاری از مؤلفین از عبارت واریته آفینی برای اشاره به هر مجموعه جبری آفینی استفاده می‌کنند، چه آن مجموعه، تحویل ناپذیر باشد یا خیر))
بر روی واریته‌های آفینی می‌توان توپولوژی طبیعی، تعریف کرد، به گونه‌ای مجموعه‌های بستهٔ آن، همان مجموعه‌های جبری آفینی باشد. این توپولوژی را توپولوژی زاریسکی گویند.:۲
اگر زیرمجموعه‌ای چون {\displaystyle \mathrm {V} } از {\displaystyle \mathbf {A^{n}} } داده شده باشد، {\displaystyle \mathrm {I(V)} } را به صورت ایده‌آلی از تمام توابع چندجمله‌ای تعریف می‌کنیم که روی مجموعه {\displaystyle \mathrm {V} } ناپدید (صفر) می‌شوند:
{\displaystyle I(V)=\left\{f\in K[x_{1},\ldots ,x_{n}]\mid f(x)=0{\text{ for all }}x\in V\right\}.}
برای هر مجموعه جبری چون {\displaystyle \mathrm {V} }، حلقه مختصاتی یا حلقه ساختاری از {\displaystyle \mathrm {V} }، خارج قسمت حلقه چندجمله‌ای توسط این ایده‌آل است.:۴

### واریته‌های تصویری و شبه‌تصویری
مقالات اصلی: واریته تصویری و واریته شبه‌تصویری
فرض کنید {\displaystyle \mathrm {k} } میدانی جبری بسته باشد و {\displaystyle \mathbf {P^{n}} } n-فضای تصویری روی {\displaystyle \mathrm {k} } باشد. {\displaystyle \mathrm {f} } را چندجمله‌ای همگن از درجه {\displaystyle \mathrm {d} } عضو {\displaystyle \mathrm {k[x_{0},...,x_{n}]} } در نظر می‌گیریم. {\displaystyle \mathrm {f} } نمی‌تواند روی نقاط {\displaystyle \mathbf {P^{n}} } در مختصات همگن خوش تعریف باشد؛ چرا که {\displaystyle \mathrm {f} } همگن است، یعنی {\displaystyle \mathrm {f(\lambda x_{0},...,\lambda x_{n})=\lambda ^{d}f(x_{0},...,x_{n})} }، ولی پرسیدن اینکه آیا {\displaystyle \mathrm {f} } در نقطه‌ای چون {\displaystyle \mathrm {[x_{0}:...:x_{n}]} } صفر می‌شود معنی‌دار است. برای هر مجموعه از چندجمله‌ای‌های همگن چون {\displaystyle \mathrm {S} } مکان هندسی صفرهای {\displaystyle \mathrm {S} } را به صورت نقاطی از {\displaystyle \mathbf {P^{n}} } تعریف می‌کنیم که توابع {\displaystyle \mathrm {S} } روی آن، ناپدید (صفر) می‌شوند:
{\displaystyle Z(S)=\{x\in \mathbf {P} ^{n}\mid f(x)=0{\text{ for all }}f\in S\}.}
زیرمجموعه‌ای چون {\displaystyle \mathrm {V} }  از {\displaystyle \mathbf {P^{n}} } را مجموعه جبری تصویری گویند اگر برای یک {\displaystyle \mathrm {S} } داشته باشیم {\displaystyle \mathrm {V=Z(S)} }.:۹ یک مجموعه جبری تصویری تحویل‌ناپذیری را واریته تصویری گویند.:۱۰
با اعلام بسته بودن تمام مجموعه‌های جبری، واریته‌های تصویری هم مجهز به توپولوژی زاریسکی می‌شوند.
با معلوم بودن {\displaystyle \mathrm {V} } از {\displaystyle \mathbf {P^{n}} }، فرض کنید {\displaystyle \mathrm {I(V)} } ایده‌آل تولید شده، توسط تمام چندجمله‌ای‌های همگنی باشد که روی {\displaystyle \mathrm {V} } ناپدید (صفر) می‌شوند. برای هر مجموعه جبری تصویری چون {\displaystyle \mathrm {V} }، حلقه مختصاتی {\displaystyle \mathrm {V} } خارج قسمت حلقه چندجمله‌ای بر روی این ایده‌آل است.:۱۰
یک واریته شبه‌تصویری، یک زیرمجموعهٔ باز زاریسکی است. توجه کنید که هر واریته آفین شبه‌تصویری است؛ همچنین، متمم یک مجموعه جبری در یک واریته آفین هم، یک واریته شبه‌تصویری است؛ در بستر واریته‌های آفینی، چنین واریته‌های شبه‌تصویری را اغلب نه یک واریته، بلکه یک مجموعه ساخت‌پذیر گویند.

## ارجاعات
1. 1 2 3 4 5 6 7 8  
Hartshorne, Robin (1977). Algebraic Geometry. Springer-Verlag. ISBN 0-387-90244-9.
2. ↑  Hartshorne, Exercise I.2.9, p.12